# Академія (пам'ятка природи)
Академія — об'єкт природно-заповідного фонду в Україні, комплексна пам'ятка природи місцевого значення. Розташована у межах Карлівського району, Полтавської області, поблизу села Лип'янка.
Площа 33,6 га. Створено відповідно до рішення обласної ради від 20.12. 1993 року. Перебуває у віданні Лип'янської сільської ради. 

## Історія
Пам'ятка створена на місці залишків єдиного на Полтавщині степового заповідника «Академічний степ», що існував з 1921 року по 50-і роки ХХ ст. і був втрачений через неправомірне розорювання і випас худоби місцевими колгоспами, які, попри зусилля науковців ігнорували заповідний режим. 
Відомий український ботанік Ю.Д. Клеопов, вивчаючи степову рослинність заповідника, підкреслював наукову цінність та унікальність «Карлівської цілини», що охоплювала типовий природний комплекс району, включаючи степи, солонці, солончакові луки та мулуваті болота. Початкова площа заповідника становила більше 1000 га і поступово скорочувалась, втарчаючи цінність.

## Сучасний стан
Територія колишнього заповідника на сьогодні переважно розорана, природна степова рослинність збереглась лише вузькими смугами вздовж водойм. Проблеми перевипасу і забур'янення залишаються актуальними і сьогодні.
Степова рослинність представлена галофітними угрупованнями, серед яких трапляються: шафран сітчастий, горицвіт весняний, костриця валійська, келерія гребінчаста, житняк гребінчастий, молочай степовий, карагана кущова, залізняк бульбистий, шавлія поникла, шавлія ефіопська.
Більшу частину сучасної пам'ятки займають засолені ділянки лучної рослинності по берегах ставків на річці Лип'янка та прибережно-водна рослинність.